# Francisco Alonso
Francisco Alonso López (9. května 1887 Granada – 18. května 1948 Madrid) byl španělský hudební skladatel populární hudby a zarzuel.

## Život
Narodil se do hudební rodiny. Jeho matka byla klavíristka a poskytla mu základní hudební vzdělání. Začal studovat medicínu, ale záhy se plně věnoval hudbě. Jeho prvním učitelem byl Antonio Segura a později studoval u Celestina Villy, sbormistra katedrály v Granadě.
První Alonsovy skladby byly určeny pro Escuelas del Ave María, vzdělávací instituci pro nemajetné děti. Později psal taneční hudbu: polky, mazurky, valčíky. V šestnácti letech založil vlastní amatérskou kapelu a řídil sbor Filhamonické společnosti Granady. Jeho první opera, La Niña de los Cantares, měla premiéru v divadle Teatro Cervantes v roce 1905. Bylo mu tehdy 18 let. V té době byl rovněž dirigentem cordóbské vojenské kapely, pro kterou zkomponoval paso doble Pólvora sin Humo.
V letech 1905 a 1908 mu zemřeli oba rodiče a Alonso se rozhodl odejít do Madridu za lepšími hudebními příležitostmi. Zpočátku psal písně a kuplety pro tehdejší hvězdy populární hudby. Jeho pokusy o jevištní tvorbu (¡Armas al Hombro!, 1911 či El Bueno de Guzmán, 1913) neměly velký úspěch.
Ten se dostavil v roce 1916 hudební revuí Luz y Alegría, která se hrála v divadle Teatro Novedades de Madrid. Lyrická fantasie De Madrid al Infierno (1918) byla přijata s nadšením. V roce 1919 uvedlo divadlo Teatro Martín hudební komedii Las Corsarias, která obsahovala paso doble La Banderita, které prakticky zlidovělo. Od té doby se každé jeho dílo setkávalo s úspěchem nejen ve Španělsku, ale zejména v Jižní Americe a i v Paříži. Komponoval zarzuely, hudební komedie, klasické operety i revue. Mezi Alonsovými revuemi byla nejúspěšnější revue Las Leandras z roku 1931.
V roce 1947 byl zvolen ředitelem Společnosti autorů a nakladatelů, v následujícím roce však zemřel. Jeho poslední dílo, La Rumbosa, mělo premiéru až v roce 1951.

## Dílo
Francisco Alonso byl velice plodný autor. Kromě cca 150 zarzuel komponoval písně, tance, klavírní skladby, balety, symfonickou, filmovou i chrámovou hudbu.
Zarzuely (výběr)
- El bueno de Gúzman.(1914)
- La zapaterita.(1941)
- La bejarana.(1923)
- La linda tapada.(1924)
- La calesera. (1925)
- La Parranda. (1928)
- Me llaman la presumida (1935)
- Rosa, La pantalonera (1939)
- Manuelita Rosas (1941)
- La Picarona (1930)
- La mejor del puerto (1928)
- Coplas de Ronda (1929)
- Curro el de Lora (1926)
- La rumbosa (1951)

Revue a hudební komedie
- Las lloronas. (1928)
- Las cariñosas. (1930)
- ¡Por si las moscas! (1929)
- Las corsarias (1919).
- Las castigadoras (1927).
- Me acuesto a las ocho (1930).
- Las Leandras (1931).
- Las de Villadiego (1933).
- Las mujeres bonitas (1933).
- Luna de miel en El Cairo (1943).
- Mi costilla es un hueso (1933)
- Las de armas tomar (1935)
- ¿Qué pasa en Cadiz? (1932)
- Mujeres de fuego (1933)
- Doña Mariquita de mi corazón (1942)
- Campanas a vuelo (1931)
- El Ceñidor de Diana (1929)
- De Madrid al Infierno (1916)
- Música, Luz y Alegría 1916